# Gunther R. Lys
Gunther R. Lys (eigentlich: Günther Reinhold Lues; geboren 25. November 1907 in Hamburg; gestorben 26. März 1990 in Israel) war ein deutsch-israelischer Schriftsteller.

## Leben
Gunther R. Lys’ Vater beging Suizid, als jener ein Jahr alt war. Die alleinerziehende Mutter Christine, eine gelernte Schauspielerin, arbeitete später als Opernsouffleuse an der Berliner Staatsoper. Lys besuchte in Hamburg die Lichtwarkschule und machte 1925 in Berlin-Neukölln das Abitur. Ein Medizinstudium musste er abbrechen und schlug sich in Gelegenheitsjobs durch, u. a. als Jazzpianist, Mode- und Pressefotograf, Lektor und Übersetzer. Im Juni 1934 wurde ihm der Reisepass entzogen, 1936 erteilte die Reichspressekammer ein Berufsverbot als Fotograf wegen „politischer Unzuverlässigkeit“. Unter dem Pseudonym Kay Jens Petersen veröffentlichte er Kriminalromane. 1937 heiratete er die Arbeiterin Elisabeth Lemmin, sie wohnten in Oranienburg. Beide standen in Opposition zum NS-Regime.
Im Januar oder März 1941 wurde er wegen defätistischer Äußerungen gegenüber britischen Korrespondenten von der Gestapo verhaftet und in das KZ Sachsenhausen eingewiesen. Zunächst in einem Baukommando der Deutschen Ausrüstungswerke zur Zwangsarbeit eingesetzt, wurde er 1944 in das KZ-Außenlager Lieberose verlegt, wo er als Schreiber im Krankenrevier arbeitete. Lys überstand den Todesmarsch ins Hauptlager im Februar 1945 und erlebte hier, im Kohlenkeller des Krankenreviers versteckt, die Befreiung. Der Todesmarsch Richtung Schwerin, den er in Kilometerstein 12,6 schildern sollte, blieb ihm persönlich erspart.
Nach der Befreiung 1945 leitete er zunächst das Volksbildungsamt in Oranienburg, musste dann aber die gesundheitlichen Schäden der Lagerhaft (Gelbsucht und Tuberkulose) auskurieren. Ab 1946 in Berlin, war Lys als Übersetzer und Lektor für die ostdeutschen Verlage Volk und Wissen und Volk und Welt tätig. Seine Erzählung Kilometerstein 12,6 wurde er in der SBZ/DDR zunächst offiziell gelobt, dann totgeschwiegen. Denn Lys hatte angesichts zunehmender Repressionen der DDR 1950 den Rücken gekehrt und lebte, zunächst stellungslos, in West-Berlin. Vorübergehend betrieb Lys mit seiner Frau eine Leihbücherei in Berlin-Wedding, dann wurde er durch Vermittlung von Claus Hubalek Mitarbeiter beim RIAS.
Im August 1961 übersiedelte er nach Hamburg, wo er für den Norddeutschen Rundfunk arbeitete und für Egon Monk das Drehbuch für den Fernsehfilm Ein Tag – Bericht aus einem deutschen Konzentrationslager 1939 schrieb. 1966 heiratete Lys Ruth Reisner, eine Bekannte aus den 1920er Jahren, die er per Suchanzeige im Aufbau wiedergefunden hatte. Sie war 1934 nach Palästina ausgewandert. Lys zog zu ihr nach Haifa. Nach ihrem Tod 1984 kehrte er aus Israel für einige Jahre nach Berlin (West) zurück.

## Werke (Auswahl)
- Kay Jens Petersen: Zwei Tropfen Gift. Kriminalroman. Auffenberg, Berlin 1940
- Kay Jens Petersen: Silber am Todesquell. Originalroman. Burmester, Bremen 1940
- Kay Jens Petersen: Cairs kommt nach Monte Carlo. Kriminal-Roman. Aufwärts-Verlag, München [um 1944]
- Kilometerstein 12,6. Volk und Welt, Berlin 1948. Neuauflage Stroemfeld/Roter Stern, Basel und Frankfurt am Main 1987, ISBN 3-87877-280-7
- Egon Monk: Mauern. Fernsehfilm. Drehbuch Gunther R. Lys. 1963
- Egon Monk, Claus Hubalek: Ein Tag. Bericht aus einem deutschen Konzentrationslager 1939. Fernsehfilm. Drehbuch Gunther R. Lys. 1965
- Von Vätern und Söhnen. Hörspiel. 1966
- Geheimes Leid – Geheimer Kampf. Ein Bericht über das Außenlager Lieberose des KZ Sachsenhausen. Herausgegeben von Andreas Weigelt. Metropol, Berlin 2007, ISBN 978-3-938690-76-5